# فيليسي فرانكل
فيليسي فرانكل (بالإنجليزية: Felice Frankel)‏ هي مصورة أمريكية، (ولدت في بروكلين في الولايات المتحدة 1945  م).